# Аеродром Каријел Сур
Међународни аеродром Каријел Сур (: , : ) (шп. Aeropuerto Internacional Carriel Sur) је аеродром која се налази код Консепсиона, Чиле. Аеродром је основан у 1968. Удаљен 8 km од центра града. Највећи је јавни аеродром у регији Биобио. Аеродром се претежно користи за потребе цивилне и милитарне авијације. Координате аеродома су: 73°03’47” W и 36°46’21” S.

## Авиокомпаније и одредишта
- LAN Airlines
  - Сантијаго де Чиле, Чиле / Међународни аеродром Комодоро Артуро Мерино Бенитез
- Sky Airline
  - Сантијаго де Чиле, Чиле / Међународни аеродром Комодоро Артуро Мерино Бенитез
  - Темуко, Чиле / Аеродром Макеве
  - Валдивија, Чиле / Аеродром Пичој
  - Пуерто Монт, Чиле / Међународни аеродром Тепуал
- PAL Airlines
  - Сантијаго де Чиле, Чиле / Међународни аеродром Комодоро Артуро Мерино Бенитез